# Matti Lund Nielsen
Matti Lund Nielsen (* 8. Mai 1988 in Odense) ist ein dänischer ehemaliger Fußballspieler.

## Karriere
Seit seiner Kindheit spielte Nielsen bei Odense BK. Anfang 2007 kam er in die zweite Mannschaft. Am 24. Oktober 2007 gab er sein Profidebüt, als er in einem Spiel der Superliga, der ersten dänischen Liga, gegen Viborg FF (2:2) in der 83. Minute für Jonas Borring eingewechselt wurde. Bis Saisonende kam er auf insgesamt sieben Einsätze. In der Saison 2008/09 kam er im August 2008 noch zu einem Einsatz. Kurz darauf wurde an den Zweitligisten Lyngby BK verliehen und kam in 24 Einsätzen zu drei Treffern. Nach dem Ende des Leihvertrages kehrte er nach Odense zurück, konnte sich dort aber wieder nicht durchsetzen. Daher wechselte er in der Winterpause zum FC Nordsjælland. Dort war er in der Rückrunde nur Ersatzspieler. Erst in der Saison 2010/11 wurde er Stammspieler und erzielte er seinem ersten Profitreffer am 18. Juli 2010, dem ersten Spieltag, beim 4:1-Sieg gegen Silkeborg IF.
Im Januar 2012 wechselte Nielsen zu Pescara Calcio und spielte zwischenzeitlich für Hellas Verona und ab Januar 2015 für Perugia Calcio. Nach zwei Ligaspielen für Odense BK ging Nielsen schließlich 2016 zu Sarpsborg 08. Hier spielte er vier Jahre, bis er im Januar 2020 wieder nach Italien wechselte, diesmal zum damaligen Drittligisten Reggina 1914. In derselben Liga wechselte Lund Nielsen im September 2020 zum FC Pro Vercelli, bevor er im Sommer 2021 einen Vertrag in der dänischen 1. Division bei Hvidovre IF unterschrieb; mit dieser Mannschaft stieg er in seiner ersten Saison in die Superliga auf.